# جامع سنغان
جامع سنغان (بالفارسية: مسجد جامع سنگان) هو مسجد تاريخي يعود إلى عصر خوارزميون، ويقع في سنغان.